# Tina Geißinger
Tina Geißinger (* 1975 in der Pfalz) ist eine deutsche Theaterregisseurin und Projektkünstlerin.

## Leben
Bereits während ihres Studiums der Komparatistik, Kunstgeschichte und Anglistik in Tübingen sammelte sie Theatererfahrungen am Zimmertheater Tübingen. Ab 1998 entstanden dort in der freien Szene und im Studententheater erste eigene Inszenierungen. Weitere Assistenzen führten sie ans Theater am Neumarkt Zürich, ans Gate Theatre in Dublin, zum Edinburgh Festival Fringe und zu den Festspielen Reichenau.
Von 2003 bis 2007 war sie als Regieassistentin und Regisseurin am Schauspiel des Staatstheater Nürnberg engagiert. Seit 2007 arbeitet Tina Geißinger als freie Regisseurin unter anderem in Nürnberg, Braunschweig, Erlangen und Regensburg. Ihr Projekt „ArbeitsEnde:Gestern“ mit ehemaligen Beschäftigten der AEG-Hausgeräte AG wurde im Fonds Heimspiel der Kulturstiftung des Bundes gefördert und hatte im Oktober 2008 am Staatstheater Nürnberg Premiere.
Im Jahr 2009 hat sich Geißinger als künstlerische Leitung für den Erhalt des Casablanca-Kinos in Nürnberg engagiert, das am 18. September 2009 wiedereröffnet wurde. In der Spielzeit 2010/2011 inszenierte sie Lieblingsmenschen von Laura de Weck am Gostner Hoftheater in Nürnberg und erarbeitete mit Bürgern der Stadt Erlangen ein Theaterprojekt zum Thema Zivilcourage unter dem Titel Mutwerk für das Theater Erlangen. Im Jahr 2013 inszenierte sie Verrücktes Blut von Nurkan Erpulat und Jens Hillje für das Eurostudio Landgraf und ging mit der Produktion zwei Monate auf Tournee im deutschsprachigen Raum. Für das Theater Regensburg entwickelte sie mit 45 Bürgern der Stadt das Theaterprojekt 350 Jahre Immerwährender Reichstag, das im November 2013 Premiere hatte.

## Inszenierungen (Auswahl seit 2004)
- 350 Jahre Immerwährender Reichstag – ein Bürgertheater
- Verrücktes Blut
- Mutwerk – Ein Theaterprojekt zum Thema Zivilcourage
- Lieblingsmenschen
- Was heißt hier Liebe?
- ArbeitsEnde:Gestern
- Der Kick
- BlackBird
- Festnetz – Sprich dich aus!
- Das Maß der Dinge
- Lustgarten
- Sandkasten